# Куршумлија
Куршумлија (старосрп. Беле Цркве) је градско насеље и седиште истоимене општине у Топличком округу. Налази се на југу Србије, близу административне линије са Косовом и Метохијом, величине 952 km2. Њена територија смештена је у централном и горњем току реке Топлице, у сливовима њених притока Косанице и Бањске. Према попису из 2022. има 11.765 становника.

## Историја
Куршумлија још увек носи име од турске речи за пушчано зрно (метак) kurşun са додатком li, на који се надовезује наставак -ија. У доба Римљана Куршумлија се називала Ad Fines, што значи „на крају“ јер је била на граници две провинције, Далмације и Горње Мезије. Била је у то време једна од важних станица на познатом римском путу Ниш-Љеш.
Приликом установљавања самоуправне Охридске архиепископије, византијски цар Василије II је 1019. године одредио да под ову архиепископију потпадне и Нишка епархија, којој је припадала и Топлица, што се изричито помиње у царским повељама.
У средњем веку била је прва престоница Стефана Немање. Између 1159. и 1168. године он је овде саградио своја прва два манастира, Светог Николу Топличког и Пресвету Богородицу Топличку. Због оловног крова манастирског храма, који је давао бљештави одсјај, место је прозвано Бела Црква.
Приликом установљавања аутокефалне Српске архиепископије, први српски архиепископ Свети Сава је 1219. године основао неколико нових епархија међу којима је била У Топличка епархија са средиштем у Светом Николи Топличком. Након проглашења Српске патријаршије (1346), топлички епископи су добили почасни наслов митрополита, а током наредних векова називали су се митрополитима топличким и белоцркванским.
Средином 15. века, Топлица је пала под турску власт. Након обнове Српске патријаршије (1557), Топличка епархија се нашла у њеном саставу и постојала је све до краја 17. века, након чега је прикључена Нишкој епархији, чији су се јерарси од тада називали нишки и белоцрквански.
На почетку турске владавине место се звало Куршумли Килисе / Kurşunlü Kilise (тј. Оловна Црква), што се односило како на раније српско име насеља, тако и на чињеницу да су Немањине цркве опстале. За време турске власти, Куршумлија је била седиште локалне турске управе и један од највећих тргова олова и сребра у српским земљама. Изворно име града је опстајало и даље, те је тако на карти из 1689. године забележено управо као Бела Црква (Bellacherqua).
Уочи ослобађања од Турака у српским документима се помиње и као Куршумље, и најзад, по ослобађању 1878. године, као Куршумлија.
Решењем од 5. децембра 1886. године насеље је добило статус варошице.
За време Првог српског устанка Карађорђеви устаници су седам година држали крај око Луковске Бање и четири пута нападали Куршумлију, док је Станоје Главаш 1806. ослободио и држао кратко време. Куршумлија је од Турака коначно ослобођена 19. јануара 1878. године. Након тога у тај крај, из којег се иселило сво муслиманско становништво, и који је малтене био испражњен, долазе досељеници из других пасивних крајева Србије (Голија, Нови Пазар...) и Црне Горе, који мењају своје старе брђанске завичаје за нови. Нови досељеници долазе у додир са старим становништвом прокупачко-лесковачко-нишке области шопског српског ареала које има дугу традицију бивствовања, које је оставило многе трагове у разним областима живота (кулинарство, грађевинарство итд) и које има много развијенију пољопривреду и радне навике.
У Првом светском рату Куршумлија и Прокупље и цела Топлица су постали познати по Другом „гвозденом“ пуку и Топличком устанку из 1917. године, чији је званични предводник био Коста Пећанац. У овом рату Куршумлија и Прокупље су претрпели велике људске и материјалне губитке.
У Другом светском рату Немци су окупирали Куршумлију 12. априла 1941. године, али су је уступили на управу Бугарима, који су окупирали град и околину 25. марта 1942. године и држали је све до ослобођења 28. августа 1944. године.
Током читавог 20. века, а и сада, Куршумлија је била у пасивном положају у односу на много веће и развијеније Прокупље и Ниш, и према тим градовима, али и према Београду текле су миграције становништва из овога краја.
Након 2010. године, када је дотадашњи нишки епископ Иринеј (Гавриловић) изабран за српског патријарха, обновљени су ранији предлози да се граду, на основу старог назива Бела Црква, врати српско име, односно да се град назове Топличка Бела Црква (ради разликовања од Беле Цркве у Банату). Иницијатива за враћање старог имена је поново покренута средином 2018. године.
Јануара 2024. група грађана Куршумлије је у центру места протестовала и затражила заштиту државних органа због учесталих упада наоружаних банди Албанаца, који краду дрва, приватну и државну имовину.

## Демографија
У насељу Куршумлија живи 10.300 пунолетних становника, а просечна старост становништва износи 35,7 година (34,6 код мушкараца и 36,8 код жена). У насељу има 4323 домаћинства, а просечан број чланова по домаћинству је 3,15.
Ово насеље је великим делом насељено Србима (према попису из 2002. године).
|             | \| Демографија[9] \| Демографија[9] \| Демографија[9] \| \| Година \| Становника \| Становника \| \| -------------- \| -------------- \| -------------- \| \| 1948. \| 2.382 \| \| \| 1953. \| 2.649 \| \| \| 1961. \| 3.391 \| \| \| 1971. \| 7.185 \| \| \| 1981. \| 10.550 \| \| \| 1991. \| 12.525 \| 12.371 \| \| 2002. \| 13.639 \| 13.848 \| \| 2011. \| 13.200 \| \| \| 2022. \| 11.765 \| \| |            |
| Демографија | |            |
| Година      | Становника | Становника |
| 1948.       | 2.382 |            |
| 1953.       | 2.649 |            |
| 1961.       | 3.391 |            |
| 1971.       | 7.185 |            |
| 1981.       | 10.550 |            |
| 1991.       | 12.525 | 12.371     |
| 2002.       | 13.639 | 13.848     |
| 2011.       | 13.200 |            |
| 2022.       | 11.765 |            |

| Етнички састав према попису из 2002.‍ | Етнички састав према попису из 2002.‍ | Етнички састав према попису из 2002.‍ | Етнички састав према попису из 2002.‍ | Етнички састав према попису из 2002.‍ |
| ------------------------------------ | ------------------------------------ | ------------------------------------ | ------------------------------------ | ------------------------------------ |
|                                      |                                      |                                      |                                      |                                      |
| Срби                                 | Срби                                 |                                      | 13.061                               | 95,76%                               |
| Роми                                 | Роми                                 |                                      | 207                                  | 1,51%                                |
| Црногорци                            | Црногорци                            |                                      | 57                                   | 0,41%                                |
| Македонци                            | Македонци                            |                                      | 12                                   | 0,08%                                |
| Југословени                          | Југословени                          |                                      | 7                                    | 0,05%                                |
| Горанци                              | Горанци                              |                                      | 6                                    | 0,04%                                |
| Хрвати                               | Хрвати                               |                                      | 4                                    | 0,02%                                |
| Бугари                               | Бугари                               |                                      | 3                                    | 0,02%                                |
| Руси                                 | Руси                                 |                                      | 2                                    | 0,01%                                |
| Русини                               | Русини                               |                                      | 1                                    | 0,00%                                |
| непознато                            | непознато                            |                                      | 239                                  | 1,75%                                |

| \| \| м \| \| \| ж \| \| ? \| 88 \| \| \| 116 \| \| 80+ \| 45 \| \| \| 69 \| \| 75—79 \| 80 \| \| \| 152 \| \| 70—74 \| 192 \| \| \| 245 \| \| 65—69 \| 237 \| \| \| 326 \| \| 60—64 \| 307 \| \| \| 342 \| \| 55—59 \| 289 \| \| \| 339 \| \| 50—54 \| 521 \| \| \| 437 \| \| 45—49 \| 593 \| \| \| 550 \| \| 40—44 \| 565 \| \| \| 505 \| \| 35—39 \| 502 \| \| \| 488 \| \| 30—34 \| 414 \| \| \| 482 \| \| 25—29 \| 506 \| \| \| 481 \| \| 20—24 \| 496 \| \| \| 471 \| \| 15—19 \| 596 \| \| \| 542 \| \| 10—14 \| 541 \| \| \| 466 \| \| 5—9 \| 476 \| \| \| 427 \| \| 0—4 \| 407 \| \| \| 346 \| \| Просек : \| 34,6 \| \| \| 36,8 \| |      |  |  |      |
| |      |  |  |      |
| | м    |  |  | ж    |
| ? | 88   |  |  | 116  |
| 80+ | 45   |  |  | 69   |
| 75—79 | 80   |  |  | 152  |
| 70—74 | 192  |  |  | 245  |
| 65—69 | 237  |  |  | 326  |
| 60—64 | 307  |  |  | 342  |
| 55—59 | 289  |  |  | 339  |
| 50—54 | 521  |  |  | 437  |
| 45—49 | 593  |  |  | 550  |
| 40—44 | 565  |  |  | 505  |
| 35—39 | 502  |  |  | 488  |
| 30—34 | 414  |  |  | 482  |
| 25—29 | 506  |  |  | 481  |
| 20—24 | 496  |  |  | 471  |
| 15—19 | 596  |  |  | 542  |
| 10—14 | 541  |  |  | 466  |
| 5—9 | 476  |  |  | 427  |
| 0—4 | 407  |  |  | 346  |
| Просек : | 34,6 |  |  | 36,8 |

| Година пописа     | 1948. | 1953. | 1961. | 1971. | 1981. | 1991. | 2002. |
| ----------------- | ----- | ----- | ----- | ----- | ----- | ----- | ----- |
| Број домаћинстава | 736   | 711   | 968   | 2.050 | 3.099 | 3.639 | 4.323 |

| Број чланова      | 1   | 2   | 3   | 4     | 5   | 6   | 7  | 8  | 9 | 10 и више | Просек |
| ----------------- | --- | --- | --- | ----- | --- | --- | -- | -- | - | --------- | ------ |
| Број домаћинстава | 655 | 940 | 798 | 1.253 | 446 | 173 | 40 | 14 | 2 | 2         | 3,15   |

| Пол    | Укупно | Неожењен/Неудата | Ожењен/Удата | Удовац/Удовица | Разведен/Разведена | Непознато |
| ------ | ------ | ---------------- | ------------ | -------------- | ------------------ | --------- |
| Мушки  | 5.431  | 1.702            | 3.411        | 193            | 89                 | 36        |
| Женски | 5.545  | 1.155            | 3.453        | 741            | 171                | 25        |
| УКУПНО | 10.976 | 2.857            | 6.864        | 934            | 260                | 61        |

| Пол    | Укупно                    | Пољопривреда, лов и шумарство | Рибарство                            | Вађење руде и камена | Прерађивачка индустрија       |
| ------ | ------------------------- | ----------------------------- | ------------------------------------ | -------------------- | ----------------------------- |
| Мушки  | 2.775                     | 155                           | 0                                    | 2                    | 1.222                         |
| Женски | 1.938                     | 54                            | 0                                    | 0                    | 825                           |
| Укупно | 4.713                     | 209                           | 0                                    | 2                    | 2.047                         |
|        |                           |                               |                                      |                      |                               |
| Пол    | Производња и снабдевање   | Грађевинарство                | Трговина                             | Хотели и ресторани   | Саобраћај, складиштење и везе |
| Мушки  | 40                        | 81                            | 219                                  | 132                  | 191                           |
| Женски | 13                        | 3                             | 219                                  | 147                  | 28                            |
| Укупно | 53                        | 84                            | 438                                  | 279                  | 219                           |
|        |                           |                               |                                      |                      |                               |
| Пол    | Финансијско посредовање   | Некретнине                    | Државна управа и одбрана             | Образовање           | Здравствени и социјални рад   |
| Мушки  | 15                        | 20                            | 326                                  | 97                   | 60                            |
| Женски | 24                        | 26                            | 124                                  | 152                  | 202                           |
| Укупно | 39                        | 46                            | 450                                  | 249                  | 262                           |
|        |                           |                               |                                      |                      |                               |
| Пол    | Остале услужне активности | Приватна домаћинства          | Екстериторијалне организације и тела | Непознато            | Непознато                     |
| Мушки  | 37                        | 0                             | 0                                    | 178                  | 178                           |
| Женски | 25                        | 0                             | 0                                    | 96                   | 96                            |
| Укупно | 62                        | 0                             | 0                                    | 274                  | 274                           |

## Спорт
- РК Планинка, рукометни клуб основан 1994.
- ФК Косаница, фудбалски клуб основан 1928.
- KK Kуршумлија, кошаркашки клуб основан 1973

## Галерија
- Куршумлија, центар
- Куршумлија, центар
- Куршумлија, центар
- Куршумлија, градски парк
- Споменик жртвама НАТО бомбардовања
- Народна библиотека у Куршумлији
- Трезор
- Вртић Сунце
- Хала спортова
- Дом здравља
- Основна школа Дринка Павловић
- Гимназија и Економска школа